# Plastun
Un plastun (în limbile ucraineană, rusă: пластун) a fost la origini un soldat cazac pedestru din unitățile de recunoaștere și pază din Armata Mării Negre, iar mai târziu din cea a Kubanului, în secolele al XIX-lea și al XX-lea. Aceste unități de infanterie au fost fondate în timpul războiului ruso-circasian, având ca obiectiv paza așa-numitei „Linii a Kubanului” împotriva atacurilor prin surprindere a circasienilor. 

Tradiția infanteriștilor specializați în pază, lupte de avangardă și ambuscade precum și termenul de „plastu” pot fi regăsite încă în istoria de început a Siciului Zaporijian, fiind menționate de Vladimir Dal în faimosul lui dicționar.
Numele „plastun”. derivă dintr-un cuvânt care înseamnă „foaie”, prin intermediul unei expresii traduse ca „a sta întins ca o foaie”. La rândul lui, cuvântul „plastun” a dat naștere expresiei „ползать по-пластунски” (târâș în stil plastun), o modalitate de deplasare în care tot corpul stă lipit de pământ, iar membrele se mișcă numai lateral, pentru asigurarea deplasării. 
Mai târziu, numele de „regiment plastun” a fost folosit pentru desemnarea tuturor unităților de infanterie căzăcească. Dacă cazacii din unitățile de cavalerie erau obligați să-și cumpere caii și harnașamentul, infanteriștii („plastun”) nu trebuiau să suporte o asemenea cheltuială.  În ciuda acestei înlesniri, unitățile de infanterie nu erau foarte populare în rândul cazacilor, de vreme ce ele nu se potriveau cu tradițiile căzăcești. Din acest motiv, unitățile „plastun” aveau în rândurile lor în general cazaci mai săraci. 
Termenul a fost reînviat în Armata Roșie în timpul Marelui Război Patriotirc, când a fost folosit pentru a denumit mai multe batalioane și regimente. Singura divizie „plastun” din timpul războiului a fost „Divizia a 9-a plastun din Krasnodar”, care a luptat în Caucazul de nord, Polonia și Cehoslovacia. Ea s-a distins ca o unitate de infanterie sovietică de elită. Germanii au denumit militarii acestei divizii „tăietorii de gâturi ai lui Stalin”.  În timpul războiului au existat și subunități „plastun” care au luptat de partea germanilor în cadrul „Corpului al 15-lea SS de cavalerie cazacă”. 